# Scutellarina
Scutellarin es una flavona, un tipo de compuesto químico fenólico. Se puede encontrar en Scutellaria barbata y S. lateriflora. La determinación de la estructura de scutellarina la tomó Guido Goldschmiedt hace muchos años: después de la primera publicación sobre este tema en 1901, sólo en 1910 se las arregló para obtener el material de partida suficiente para estudios más detallados.
Scutellarina se ha demostrado que induce a la apoptosis de las células tumorales de ovario y de mama in vitro.